# Puktörnesläktet
Puktörnesläktet (Ononis) är ett släkte i familjen ärtväxter med cirka 75 arter. I Sverige finns några vilda arter.

## Svenska arter

### Järngräs,Ononis arvensisL.
Järngräs är det namn växten har i Gudhem, Västergötland.

## Bildgalleri

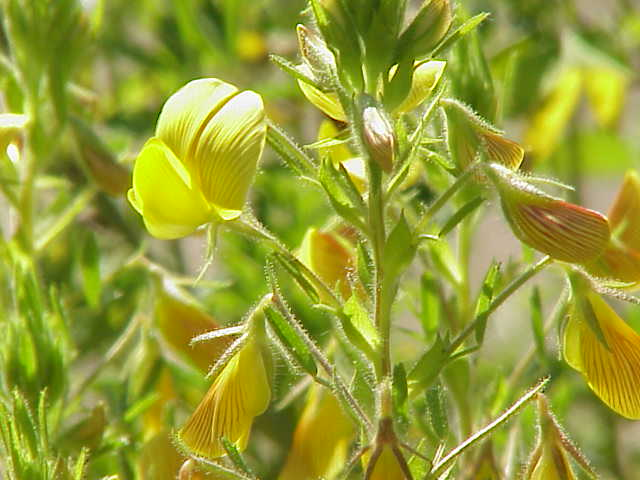

## Dottertaxa till puktörnesläktet, i alfabetisk ordning[1]
- Ononis adenotricha
- Ononis afghanica
- Ononis alba
- Ononis alopecuroides
- Ononis angustissima
- Ononis antennata
- Ononis aragonensis
- Ononis atlantica
- Ononis avellana
- Ononis azcaratei
- Ononis biflora
- Ononis cephalantha
- Ononis cephalotes
- Ononis chorassanica
- Ononis cintrana
- Ononis cossoniana
- Ononis crinita
- Ononis crispa
- Ononis cristata
- Ononis diffusa
- Ononis euphrasiifolia
- Ononis filicaulis
- Ononis fruticosa
- Ononis hebecarpa
- Ononis hesperia
- Ononis hirta
- Ononis hispida
- Ononis incisa
- Ononis jahandiezii
- Ononis laxiflora
- Ononis macrosperma
- Ononis masquilierii
- Ononis mauritii
- Ononis maweana
- Ononis megalostachys
- Ononis minutissima
- Ononis mitissima
- Ononis mogadorensis
- Ononis natrix
- Ononis nuristanica
- Ononis oligophylla
- Ononis ornithopodioides
- Ononis paralias
- Ononis pedicellaris
- Ononis pendula
- Ononis peyerimhoffii
- Ononis phyllocephala
- Ononis pinnata
- Ononis polyphylla
- Ononis polysperma
- Ononis pseudocintrana
- Ononis pseudoserotina
- Ononis pubescens
- Ononis pusilla
- Ononis reclinata
- Ononis reuteri
- Ononis rosea
- Ononis rotundifolia
- Ononis saxicola
- Ononis serotina
- Ononis serrata
- Ononis sessilifolia
- Ononis speciosa
- Ononis spinosa
- Ononis striata
- Ononis subcordata
- Ononis subspicata
- Ononis talaverae
- Ononis tazaensis
- Ononis thomsonii
- Ononis tournefortii
- Ononis tridentata
- Ononis vaginalis
- Ononis varelae
- Ononis variegata
- Ononis verae
- Ononis villosissima
- Ononis viscosa
- Ononis zygantha